# 룩셈부르게를리
룩셈부르게를리(Luxemburgerli)는 독일, 스위스, 룩셈부르크와 같이 독일어를 이용하는 국가들에서 주로 먹는 음식이다.

## 마카롱과 차이점
마카롱과 룩셈부르게를리는 매우 비슷하지만 룩셈부르게를리는 중간에 크림만 들어가는 반면에 마카롱은 크림뿐만 아니라 잼, 마지팬, 초콜릿 파나체 등을 넣는다. 또한 룩셈부르게를리는 윗부분의 마카롱보다 더 둥글며 크기는 작고, 가격이 싸다(평균 유럽에서는 마카롱 하나가 2유로, 룩셈부르게를리는 0.4유로이다).

## 역사
룩셈부르겔리는 1950년대에 룩셈부르크에서 온 요리사가 발명하였다. 스프렁리(Sprüngli)라는 요리사가 스위스의 취리히에서 무역을 공부하다 여기서 룩셈부르겔리를 만들기 시작했다. 계속 만들다 보니 유명해지기 시작했고, 사람들한테 이 과자를 뭐라고 부를까라고 묻더니 아무도 답변해주지 않아, 그의 출신국가인 룩셈부르크에서 이름을 따왔다.

## 같이 보기
- 마카롱
- 룩셈부르크
- 간식
- 과자